# Pedro Bartolomé Benoit
Pedro Bartolomé Benoit, född 1921, död 5 april 2012, var en dominikansk överste som satt i Revolutionskommittén i Dominikanska republiken 25 april 1965. Han var ordförande för en militärjunta 1 maj–7 maj 1965.